# Guy Lessertisseur
 (juillet 2018).
Si vous disposez d'ouvrages ou d'articles de référence ou si vous connaissez des sites web de qualité traitant du thème abordé ici, merci de compléter l'article en donnant les références utiles à sa vérifiabilité et en les liant à la section « Notes et références ».
Guy Lessertisseur est un acteur, scénariste et réalisateur français né le 3 novembre 1927 à Rouen et mort le 8 mai 2013 à Montereau-Faut-Yonne,.

## Biographie
Fils d'un radiologue, il fait ses études au lycée Corneille à Rouen. En classe de 9e, il est avec Denise Holstein.

## Filmographie

### Acteur
- 1975 : Mourir pour Copernic, téléfilm de Bernard Sobel : L'anachorète

### Scénariste
- 1973 : Là-haut les quatre saisons, feuilleton télévisé (scénariste et réalisateur)

### Assistant réalisateur
- 1957-1958 : La caméra explore le temps (dialogues d'Alain Decaux), série télévisée réalisée par Stellio Lorenzi
  - 1957 : Marie Walewska
  - 1958 : L'Orphelin de l'Europe
  - 1958 : L'Exécution du duc d'Enghien

### Réalisateur
Téléfilm
- 1960 : Le Lien (d'August Strindberg)
- 1961 : La Vie que je t'ai donnée (de Luigi Pirandello)
- 1961 : Le Mariage sous Louis XV (d'Alexandre Dumas Père)
- 1961 : Le Procès de Sainte-Thérèse de l'Enfant-Jésus
- 1963: Tous les chats sont gris, avec Mireille Darc.
- 1964 : La Montre en or
- 1964 : Babek
- 1964 : Le Miroir à trois faces : Werther, émission télévisée
- 1967 : La Cigale (d'Anton Tchekov)
- 1967 : La Cigale d’après la nouvelle éponyme d'Anton Tchekhov
- 1969 : Léonce et Léna (de Georg Büchner)
- 1970 : Don César de Bazan
- 1972 : Paix à ses cendres
- 1972 : La Bonne Nouvelle
- 1974 : Amoureuse Joséphine
- 1975 : Azev : le tsar de la nuit
- 1975 : Les Exilés (de James Joyce), (scénario et réalisation)
- 1976 : Don Juan ou l'Homme de cendres (d'André Obey)
- 1982 : Le Canard sauvage (d'Henrik Ibsen)
- 1994 : De Serge Gainsbourg à Gainsbarre 1958-1991 (segment Mon 6,35 me fait les yeux doux), programme sur DVD

Série télévisée, Feuilleton télévisé
- 1956 : Énigmes de l'histoire (épisode L'Énigme du temple), série télévisée
- 1959-1964 : La caméra explore le temps, série télévisée
  - 1959 : La Citoyenne de Villarouët
  - 1960 : L'Assassinat du duc de Guise
  - 1961 : Le Drame de Sainte-Hélène
  - 1962 : L'Affaire du collier de la reine
  - 1962 : Le Meurtre d'Henry Darnley ou la Double Passion de Marie Stuart
  - 1962 : La Conjuration de Cinq-Mars
  - 1963 : Le Procès de Charles Ier
  - 1964 : Mata Hari
- 1962-1981 : Les Cinq Dernières Minutes, série télévisée
  - 1962 : Mort d'un casseur
  - 1966 : Histoire pas naturelle
  - 1967 : La Mort masquée
  - 1977 : Châteaux en campagne
  - 1978 : Régis
  - 1981 : Paris le 15 août
- 1967 : Le Tribunal de l'impossible (épisode Le fabuleux grimoire de Nicolas Flamel), série télévisée
- 1969 : En votre âme et conscience (épisode L'auberge de Peyrebeilles), série télévisée
- 1973 : Là-haut, les quatre saisons, feuilleton télévisé
- 1978 : Brigade des mineurs (épisode Tête de rivière), série télévisée
- 1980 : La Fin du Maquisat d'Aurel (du roman d'Henry de La Madelène), feuilleton télévisé
- 1984 : Collection cinéma 16 (épisode Le radis noir), série télévisée